# Henry Jackson Hunt
Pour les articles homonymes, voir Henry Hunt et Hunt.
 (avril 2023).
Si vous disposez d'ouvrages ou d'articles de référence ou si vous connaissez des sites web de qualité traitant du thème abordé ici, merci de compléter l'article en donnant les références utiles à sa vérifiabilité et en les liant à la section « Notes et références ».
Henry Jackson Hunt (14 septembre 1819, Détroit - 11 février 1889, Washington) est le Chef de l'artillerie de l'Armée du Potomac au cours de la guerre de Sécession. Considéré par ses contemporains, comme le plus grand stratège et tacticien d'artillerie de la guerre, il est passé maître de la science de l'artillerie et réécrivit le manuel sur l'organisation et l'utilisation de l'artillerie pour les armées modernes[réf. nécessaire]. Son courage et sa tactique affecte les résultats de certaines[Lesquelles ?] des plus importantes batailles de la guerre[réf. nécessaire].

## Avant la guerre de Sécession
Henry Jackson Hunt est diplômé de l'académie militaire de West Point en 1839.